# Otto Mattsson
Otto Mattsson, född 9 december 1890 i Jönköping, död genom drunkning 4 juni 1921 i Bjärka-Säby, Östergötland, var en svensk målare.
Han var son till sågmästaren August Mattsson och Emelie Nilsdotter samt bror till Joël Mila. Mattsson studerade vid Jönköpings tekniska skola och från 1817 vid Slöjdföreningens skola i Göteborg. Under sin studietid var han bland annat medhjälpare till Albert Eldh vid dekoreringsarbeten i Vasakyrkan och åt John Sten i Utbynäs kyrka där han efter Stens kartonger utförde takmålningarna. Under hösten 1921 skulle Mattsson tillsammans med sin bror resa till Paris för vidare studier men drunknade på sommaren detta år. En minnesutställning med hans konst visades av Göteborgs konstförening på Göteborgs konsthall 1930. Mattsson finns representerad vid Göteborgs stadsmuseum.